# Poecilobothrus ducalis
Poecilobothrus ducalis är en tvåvingeart som först beskrevs av Friedrich Hermann Loew 1857.  Poecilobothrus ducalis ingår i släktet Poecilobothrus och familjen styltflugor. Arten är reproducerande i Sverige. Inga underarter finns listade i Catalogue of Life.